# Seevogel des Jahres
Mit der Kampagne Seevogel des Jahres, hebt der in Hamburg gegründete Verein Jordsand zum Schutze der Seevögel und der Natur seit 2014 eine See- oder Küstenvogelart hervor, um damit auf die Gefährdung der Seevögel und des maritimen Ökosystems aufmerksam zu machen.

## Hintergrund
Anfang des 20. Jahrhunderts gründete sich der Verein Jordsand, um die Übernutzung der Seevogelkolonien durch Eiersammler, Abschuss seltener Arten, Putzmacher und den zunehmenden Tourismus in den Brut- und Rastgebieten zu reduzieren. Er setzte sich für die verbliebenen Restbestände ein. Die heutigen Nationalparks, Naturschutz und das Weltnaturerbe dienen heute dazu die Bestände zu schützen.
Im Hinblick auf seine Hundertjahrfeier hebt der Verein mit dieser Kampagne die neuen Gefährdungen hervor, die den Seevogelschutz heute neu definieren.

## Bisherige Preisträger
| Jahr | deutscher Name   | wissenschaftlicher Name    | Abbildung             | Begründung |
| ---- | ---------------- | -------------------------- | --------------------- | --- |
| 2014 | Austernfischer   | Haematopus ostralegus      | 2014 Austernfischer   | |
| 2015 | Brandseeschwalbe | Thalasseus sandvicensis    | 2015 Brandseeschwalbe | |
| 2016 | Basstölpel       | Morus bassanus             | 2017 Eisente          | |
| 2017 | Eisente          | Clangula hyemalis          | 2017 Eisente          | |
| 2018 | Sandregenpfeifer | Charadrius hiaticula       | 2018 Sandregenpfeifer | |
| 2019 | Eiderente        | Somateria mollissima       | 2019 Eiderente        | |
| 2020 | Flussseeschwalbe | Sterna hirundo             | 2020 Flussseeschwalbe | Die Art ist auf der Roten Liste der Brutvögel Deutschlands und seit 2007 mit 9.000 – 10.500 Brutpaaren als stark gefährdet eingestuft. Ihre Brutplätze liegen mit circa 20 Zentimeter über dem Mittleren Hochwasser und sind damit durch Uferbefestigungen, den steigenden Meeresspiegel und die weitere Elbvertiefung zukünftig besonders bedroht. |
| 2021 | Weißwangengans   | Branta leucopsis           | 2021 Weißwangengans   | In Deutschland sind zwei Populationen anzutreffen, eine besteht aus 25 % der circa 1,4 Millionen Wintergäste aus dem Nordwesten Russlands, die andere ist eine seit den 1970er Jahren vom Ostseeraum auf das Wattenmeer ausgedehnte Brutpopulation. Zwei weitere kleinere Populationen leben im Nordatlantik (Grönland und Svalbard). Die wieder wachsende Populationsgröße und lange Verweildauer der Wintergäste an der Nordseeküste führen zu einem steigenden Druck auf die landwirtschaftlich genutzten Flächen und bilden damit auch das Zentrum des Konflikts zwischen Landwirtschaft und Naturschutz an der Wattenmeerküste. Damit wurde diese Ausrufung zum Seevogel des Jahres 2021 von bäuerlichen Interessensverbänden als Provokation empfunden. |
| 2022 | Eissturmvogel    | Fulmarus glacialis         | 2022 Eissturmvogel    | Der Eissturmvogel lebt über dem offenen Meer und geht nur zum Brüten an Land. In Deutschland existiert seit 1972 nur eine kleine Brutkolonie auf Helgoland. Bis 2005 stieg die Zahl der Brutpaare auf 121 und fiel besonders von 2011 bis 2021 auf 25 Brutpaare ab. Damit ist das ohnehin beschränkte Brutvorkommen in Deutschland bedroht, aber international wird der Eissturmvogel derzeit nicht auf der Roten Liste (Kategorie „LC – nicht gefährdet“) geführt. |
| 2023 | Brandseeschwalbe | Thalasseus sandvicensis    | 2023 Brandseeschwalbe | In der Brutzeit 2022 war die Brandseeschwalbe von einer noch nie dagewesenen Vogelgrippe-Epidemie betroffen. In Nordwest-Europa starben zigtausende Vögel. Das war für den Naturschutzverein Jordsand Anlass, die vom Aussterben bedrohte Vogelart zum Seevogel des Jahres 2023 zu ernennen, obwohl ihr dieser Titel bereits 2015 zuerkannt worden war. Zu den Hauptgefahren der Brandseeschwalbe gehören Störungen durch Menschen, Prädatoren, die industrielle Überfischung ihrer Nahrungsfische und Folgen des Klimawandels. Diese führen etwa zu häufigeren Sturmfluten während der Brutzeit („Kükenfluten“) und sind für den Nachwuchs ein tödliches Risiko. Sandaale sind eine wesentliche Nahrung für den Nachwuchs. Ihre Verfügbarkeit hängt u. a. von der Wasserqualität ab. Die Schlickverklappung im Zuge einer Elbevertiefung stellt eine weitere Gefahr für das Überleben der Art dar. |
| 2024 | Sterntaucher     | Gavia stellata             | 2024 Sterntaucher     | Ein erheblicher Teil des Europäischen Winterbestandes des Sterntauchers überwintert in der offenen Nordsee und ernährt sich von fettreichen Fischarten. Die Begründung betont die ökologische Bedeutung des Sterntauchers und seine Abhängigkeit von bestimmten Lebensräumen, während gleichzeitig auf mögliche Bedrohungen durch den geplanten Ausbau der Offshore Windkraft hingewiesen wird. |
| 2025 | Lachmöwe         | Chroicocephalus ridibundus | 2025 Lachmöwe         | Obwohl die Lachmöwe in Deutschland nicht auf der Roten Liste steht, verlagern sich ihre rückläufigen Brutbestände vom Binnenland an die Küsten. |